# تیم اوئرمن
تیم اوئرمن (انگلیسی: Tim Oermann؛ زادهٔ ۶ اکتبر ۲۰۰۳) بازیکن فوتبال اهل آلمان است که به عنوان مدافع برای اشتورم گراتس به صورت قرضی از بایر لورکوزن بازی می‌کند.
اوئرمن فوتبال حرفه‌ای را با بوخوم آغاز کرد و سابقهٔ بازی قرضی در ولفسبرگر را نیز دارد.
وی همچنین عضو زیر ۲۰ سال و زیر ۲۱ سال آلمان بوده‌است.

## دوران باشگاهی
اوئرمن که در تیم پایهٔ آلتن‌بوخوم و بوخوم پرورش یافته بود، در تاریخ ۱۷ ژوئن ۲۰۲۲ نخستین قرارداد حرفه‌ای خود را با بوخوم تا تاریخ ۳۰ ژوئن ۲۰۲۴ امضا کرد. او در تاریخ ۱۸ سپتامبر ۲۰۲۲ نخستین بازی حرفه‌ای خود را برای بوخوم در تساوی ۱–۱ برابر کلن در بوندس‌لیگا انجام داد. در تاریخ ۲۳ دسامبر ۲۰۲۲، قرارداد خود را با این باشگاه تا سال ۲۰۲۶ تمدید کرد. در تاریخ ۲۴ ژانویهٔ ۲۰۲۳، او به صورت قرضی برای نیم‌فصل دوم فصل ۲۳–۲۰۲۲ به ولفسبرگر در بوندس‌لیگا اتریش پیوست.
در تاریخ ۲۹ مهٔ ۲۰۲۵، اوئرمن قراردادی با بایر لورکوزن تا سال ۲۰۲۹ امضا کرد و بلافاصله به صورت قرضی به اشتورم گراتس در اتریش فرستاده شد.